# Càvec
Un càvec és una eina composta d'una fulla de ferro de forma triangular més estreta de l'aixada i sensiblement corbada cap als costats amb acer a la punta i un ull a la part ampla on es fica el mànec de fusta. Aquest mànec forma un angle agut amb la fulla metàl·lica i se subjecta amb unes gaies o petites làmines també de ferro. En forma més petita amb mànec curt es parla de caveguell o caveguet.
La paraula prové del verb cavar derivat del llatí cauus ‘buit, concavat’ amb el sufix -ec, per influx de la paraula ‘mànec’.

## Descripció
Tradicionalment, el mànec del càvec té una longitud de 62,5 cm; la fulla triangular, 33 cm a la base i 33 cm d'altura. L'arader era l'artesà, una mena de fuster, que feia el mànecs. El mànec dels càvecs moderns és una mica més llarg i la fulla més petita. El mànec és de fusta d'ullastre (Olea europaea) o de coscoll (Quercus coccifera) i la fulla de ferro acerat a la punta.
El càvec s'empra amb les dues mans. L'eina serveix en agricultura de regadiu per entaular, fer recs, recollir hortalisses, passar l’aigua a les boqueres, girar taps, etc. i en la construcció per cavar i construir parets de pedra seca per retirar la terra i el reble quan es desxerneix, per escombrar i per omplir les senalles. Hom se situa davant el material, es col·loca la senalla amb certa inclinació entre els peus i recolzada a les cames, amb el càvec s'arreplega i arrossega el material i se n'omple la senalla.